# Бристоль (селище, Вісконсин)
Бристоль (англ. Bristol) — селище (англ. village) в США, в окрузі Кеноша штату Вісконсин. Населення — 5192 особи (2020).

## Географія
Бристоль розташований за координатами 42°33′47″ пн. ш. 88°2′21″ зх. д. / 42.56306° пн. ш. 88.03917° зх. д. (42.563126, -88.039109).  За даними Бюро перепису населення США в 2010 році селище мало площу 23,40 км², з яких 23,07 км² — суходіл та 0,32 км² — водойми. В 2017 році площа становила 86,00 км², з яких 85,07 км² — суходіл та 0,92 км² — водойми.

## Демографія
Згідно з переписом 2010 року, у селищі мешкали 2584 особи в 934 домогосподарствах у складі 716 родин. Густота населення становила 110 осіб/км².  Було 1006 помешкань (43/км²).
Расовий склад населення:
| - 94,9 % — білих - 1,2 % — чорних або афроамериканців - 0,5 % — азіатів - 0,2 % — корінних американців - 1,4 % — осіб інших рас |

До двох чи більше рас належало 1,7 %. Частка іспаномовних становила 4,6 % від усіх жителів.
За віковим діапазоном населення розподілялося таким чином: 26,5 % — особи молодші 18 років, 64,8 % — особи у віці 18—64 років, 8,7 % — особи у віці 65 років та старші. Медіана віку мешканця становила 39,0 року. На 100 осіб жіночої статі у селищі припадало 98,3 чоловіків;  на 100 жінок у віці від 18 років та старших — 95,5 чоловіків також старших 18 років.
Середній дохід на одне домашнє господарство  становив 77 237 доларів США (медіана — 62 386), а середній дохід на одну сім'ю — 89 248 доларів (медіана — 69 464). Медіана доходів становила 55 469 доларів для чоловіків та 41 488 доларів для жінок. За межею бідності перебувало 4,4 % осіб, у тому числі 4,5 % дітей у віці до 18 років та 5,9 % осіб у віці 65 років та старших.
Цивільне працевлаштоване населення становило 2341 особа. Основні галузі зайнятості: освіта, охорона здоров'я та соціальна допомога — 20,3 %, виробництво — 19,5 %, роздрібна торгівля — 13,1 %, публічна адміністрація — 9,8 %.